# 엿기름

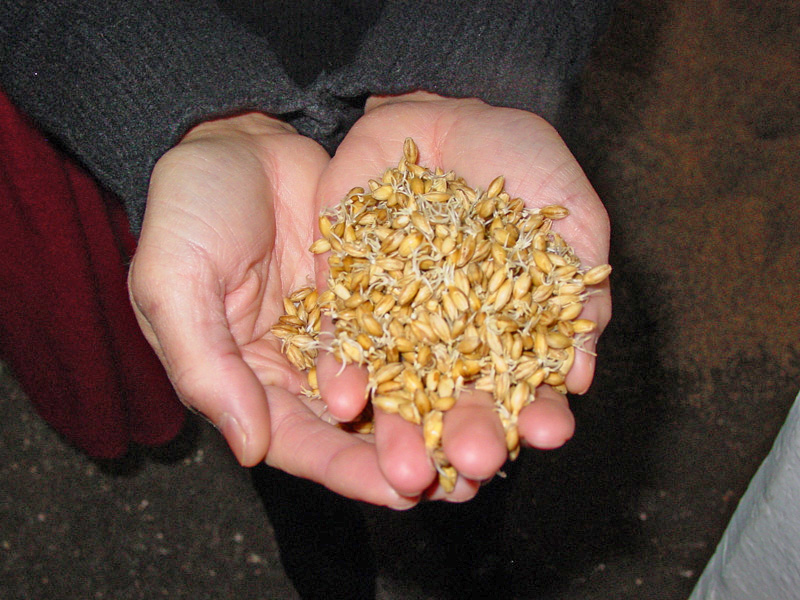
엿기름

엿기름(malt)은 밀, 보리 등에 물을 주어 싹을 내서 말린 것을 이용하여 만든 식용 당화 분해효소다. 맥아(麥芽) 또는 맥얼(麥蘖)이라고도 한다. 맥주를 비롯한 술을 만들 때 사용하며, 여러 가지 구운 음식이나 당과류, 곡물식, 물엿, 유아종 식품 등에 맛이나 향기를 내는 식품으로 쓰인다. 한국인들이 흔히 접하는 음식 중에 엿기름이 들어가는 것으로 고추장과 엿과 식혜가 있으며 가축 사료나 미생물의 배지를 제조하는 데 쓰기도 한다. 엿기름에 들어있는 아밀라아제는 녹말을 엿당으로 분해하는 효소다.

## 이름의 유래
엿기름은 이름과는 달리 기름과는 아무런 관련이 없다. 학계에서는 엿기름이라는 단어가 '엿'+'기르다의 명사형' 또는 「짐치→김치」,「질→길(道)」와 같이 ㅈ→ㄱ의 음운 변이 과정(「엿지름→엿기름」)을 통해 만들어졌다고 추정하고 있다. 지방에 따라 엿질금, 엿지름, 엿길금 등으로 불린다.

## 쓰임새
밥을 삭혀 식혜를 만들어 먹는다.
위스키를 만들 때 이 맥아를 사용한다.

## 같이 보기
- 양조효모